# Coinceur mécanique

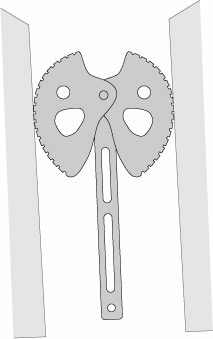
Un coinceur mécanique dans une fissure à bords parallèles.

Un coinceur mécanique, coinceur à came ou friend est un équipement de protection individuelle pour l'escalade libre en terrain d'aventure ou l'alpinisme. Il sert à créer un point d'ancrage mobile dans une fissure du rocher afin d'y connecter la corde dynamique lors de la progression du grimpeur en tête. Il sert aussi à établir un relais pour y connecter en sécurité l'équipement d'assurage et la cordée. Sa conception consiste en deux, trois, ou quatre cames montées sur un axe commun ou deux axes adjacents, de manière que tirer sur l'axe force les cames à s'écarter. Il utilise le principe de l'arc-boutement.

## Manipulation
Le coinceur mécanique est utilisé en tirant d'abord sur les cames par une petite poignée, de manière que les cames se rapprochent. On l'insère alors dans une fissure ou un trou du rocher. On relâche la petite poignée, un ressort fait s'écarter les cames, qui tiennent alors contre le rocher.
La corde dynamique d'escalade est mousquetonnée à l'extrémité de la tige via des connecteurs et éventuellement rallongé par une sangle pour éviter les oscillations et surtout limiter le tirage ; pouvant alors réduire la force de choc sur l'ancrage en cas de chute, et donc du risque d'arrachement.

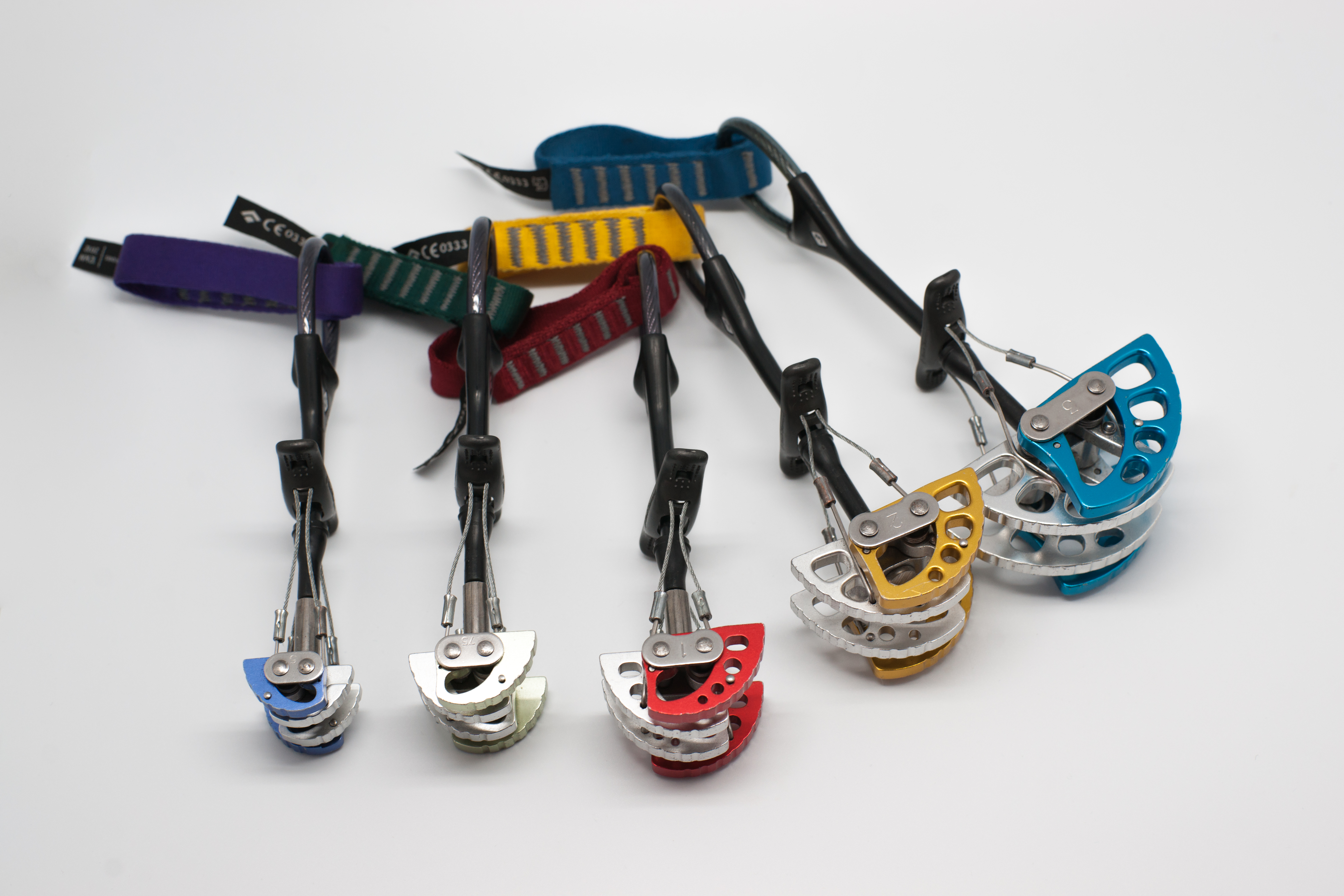
Assortiment de coinceurs mécaniques.

Les coinceurs mécaniques existent dans différentes tailles pour s'adapter à diverses plages de fissures, de 1 à 15 centimètres de large.

## Origine
L'invention des coinceurs mécaniques a révolutionné l'escalade en terrain d'aventure,  les fissures à bords parallèles pouvant être utilisées pour l'assurage de la cordée. De plus, autre que l'équipement d'assurage avec pitons fixes, les coinceurs mécaniques assurent une meilleure sécurité et peuvent être facilement retirés, sans endommager le rocher, et permettent ainsi l'escalade propre dans beaucoup de voies.

## Histoire
Les prémices du coinceur mécanique naissent avec le besoin de poser des points de protection temporaire. Pour cela, les alpinistes utilisent des axes vissés au bout desquels se trouvent des cames, soit en bois ou en métal. En tournant l'axe, les cames s'écartaient. Ainsi est créé le premier coinceur « actif ».
En 1967, Greg Lowe produit le premier coinceur mécanique dont la forme s'approche de ceux aujourd'hui : « le crack jumar ». Celui-ci ne compose pas de cames arrondies mais de pièces métalliques rectangulaires et n'a pas de ressort.
L'invention par Vitaly Mikhaylovich Abalakov de la came portant son nom est la première application à l'escalade du principe de la surface courbe à angle constant, avec une came basée sur la spirale logarithmique,. Conçu pour qu'une charge produise une force de rotation, la forme de la came logarithmique permet au dispositif de tenir dans une plage de tailles de fissures sans changement du modèle de charge, le rendant ainsi prévisible et stable.
En 1973, Greg Lowe dépose un brevet pour une version à ressort de la came Abalakov.
Les coinceurs mécaniques modernes sont inventés par Ray Jardine en 1978 (brevet US 4 184 657) et vendus sous la marque commerciale de Friend. Ray Jardine conçoit un modèle à cames multiples en opposition et à ressort, avec un angle de came de 13,75 degrés et un mécanisme original de gâchette. La marque Friend appartient maintenant à Wild Country.